# Hayley Atwell
Hayley Elizabeth Atwell (sinh ngày 5 tháng 4 năm 1982) là một nữ diễn viên người Anh và Mỹ. Sinh ra và lớn lên ở London, Atwell theo học diễn xuất tại Trường Âm nhạc và Kịch nghệ Guildhall, và xuất hiện lần đầu trên sân khấu trong vở kịch Prometheus Bound năm 2005. Sau đó, cô xuất hiện trong nhiều tác phẩm của West End và trên truyền hình, và được công nhận với vai diễn đột phá trong vai Lady Elizabeth Foster trong The Duchess (2008), cô được đề cử Giải thưởng Phim độc lập của Anh cho Nữ diễn viên phụ xuất sắc nhất. Màn trình diễn chính của cô ấy trong miniseries The Pillars of the Earth (2010) đã mang lại cho cô ấy một đề cử choGiải Quả cầu vàng cho Nữ diễn viên chính xuất sắc nhất - Phim ngắn hoặc Phim truyền hình.
Atwell nổi lên trên toàn thế giới với vai diễn Đặc vụ Peggy Carter trong bộ phim siêu anh hùng của Vũ trụ Điện ảnh Marvel (MCU) Captain America: The First Avenger (2011), một vai diễn mà cô đã tái hiện trong loạt phim phiêu lưu hành động Agents of S.H.I.E.L.D. (2014) và Agent Carter (2015 - 2016), và các phim Captain America: The Winter Soldier (2014), Avengers: Age of Ultron, Ant-Man (đều năm 2015) và Avengers: Endgame (2019), trước khi thủ vai phiên bản siêu anh hùng của nhân vật, Đại úy Carter, trong loạt phim hoạt hình What If...? (2021), và bộ phim Doctor Strange in the Multiverse of Madness (2022). Cô cũng đã có các vai diễn trong bộ phim chiến tranh Testament of Youth (2014), phim viễn tưởng lãng mạn Cinderella (2015) và bộ phim hài - giả tưởng Christopher Robin (2018).
Trên sân khấu, Atwell đã nhận được đề cử Giải thưởng Laurence Olivier cho Nữ diễn viên phụ xuất sắc nhất, cho vai diễn trong A View from the Bridge (2010) và cho Nữ diễn viên chính xuất sắc nhất, cho màn thể hiện của cô trong The Pride (2013) và Rosmersholm (2020). Vào năm 2020, Atwell bắt đầu tổ chức loạt podcast True Spies, nhằm mục đích cung cấp cái nhìn sâu sắc về thế giới gián điệp bằng cách hỏi người nghe họ sẽ làm gì trong các tình huống gián điệp ngoài đời thực.

## Đầu đời
Hayley Elizabeth Atwell sinh ngày 5 tháng 4 năm 1982 tại Luân Đôn, là con một. Mẹ cô, Allison Cain, là người Anh và cha cô, Grant Atwell, là một nhiếp ảnh gia người Mỹ đến từ Thành phố Kansas. Atwell có hai quốc tịch Vương quốc Anh và Hoa Kỳ. Sau khi theo học tại Trường nữ sinh Công giáo La Mã Sion-Manning ở London, cô thi vào A-levels tại Trường Phòng thí nghiệm London. 
Atwell đã nghỉ hai năm để đi du lịch cùng cha và làm việc cho một giám đốc casting. Sau đó, cô đăng ký học tại Trường Âm nhạc và Kịch nghệ Guildhall, nơi cô được đào tạo trong ba năm, tốt nghiệp cử nhân diễn xuất. Những người cùng thời với cô tại Guildhall bao gồm nữ diễn viên Jodie Whittaker, người mà Atwell sau này mô tả là "một người bạn tuyệt vời", và Michelle Dockery, người mà sau này cô đã làm việc trong Restless. Atwell tốt nghiệp năm 2005.

## Sự nghiệp

### 2005 - 2013: Vai trò đầu tiên và bước đột phá
Atwell's ra mắt chuyên nghiệp vào năm 2005, đóng vai Io, một thiếu nữ bị thần Zeus đày ải, trong Prometheus Bound tại Nhà hát Âm thanh ở London. The British Theatre Guide đã ca ngợi màn trình diễn của cô ấy, viết rằng Atwell "khiến chúng ta phải đáp lại nỗi thống khổ mà không cần một lúc cười khúc khích trước bàn tay băng bó của cô ấy".  Năm sau, cô đóng vai chính là vợ của nhân vật chính, Bianca, trong Women Beware Women at the Royal Shakespeare Company. The Guardian ca ngợi Atwell đã phóng ra "vẻ đẹp quyến rũ phù hợp".  Atwell sau đó xuất hiện trong hai tác phẩm tại Nhà hát Quốc gia Hoàng gia, đều do Nicholas Hytner đạo diễn. Cô đóng vai Belinda, một nhân viên PR của SoHo và là một trong ba mối tình, trong Man of Mode. Atwell cũng đóng vai chính trong Major Barbara, bộ phim mà cô nhận được Bằng khen Ian Charleson.  Năm 2009, Atwell ra mắt West End với vai Catherine, cháu gái nuôi trong một gia đình khó khăn, trong A View From the Bridge của Lindsay Posner. Variety khen ngợi cô ấy có một "vẻ ngoài tươi tắn lý tưởng" và sự nữ tính trong khi vẫn có thể chuyển sang cơn thịnh nộ không kiểm soát được; màn trình diễn của cô sau đó đã được đề cử cho Giải thưởng Olivier.

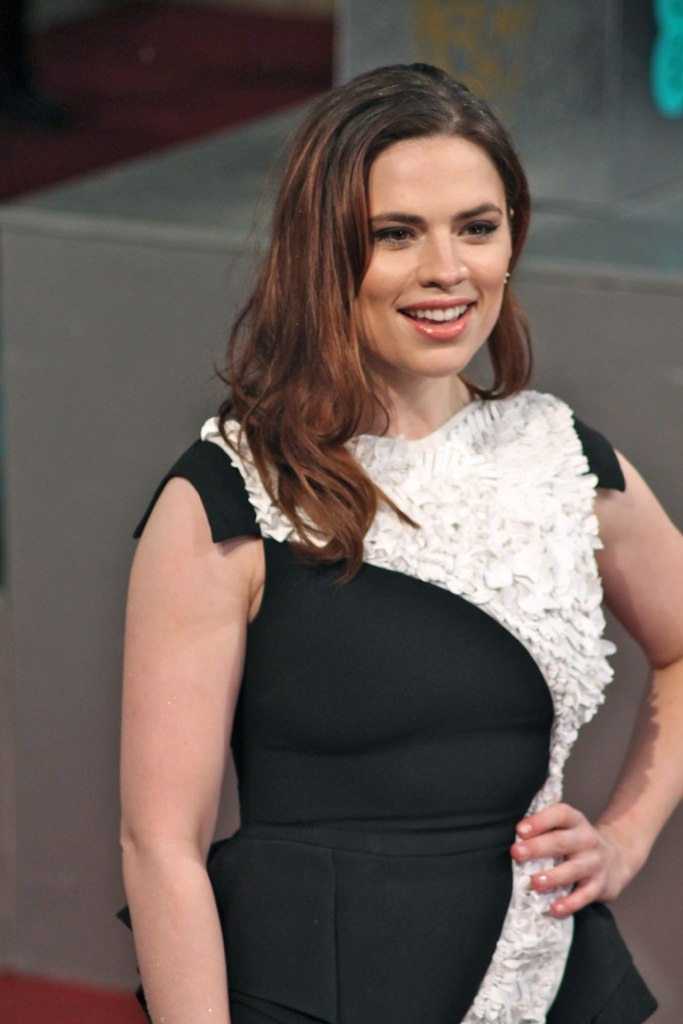
Hayley Atwell tại Lễ trao giải Điện ảnh Viện Hàn lâm Anh lần thứ 66 vào năm 2013.

Vai diễn truyền hình lớn đầu tiên của Atwell là vào năm 2006 với miniseries của BBC Two, The Line of Beauty. Cuối năm đó, Atwell xuất hiện với tên '415' trong miniseries tháng 11 năm 2009 của Đài truyền hình AMC, The Prisoner, một phiên bản làm lại của loạt phim cùng tên năm 1967–68. Năm 2010, Atwell xuất hiện trong bộ phim chuyển thể của William Boyd's, Any Human Heart, và cuối năm đó, phim ngắn của Ken Follett, Pillars of the Earth, đóng cùng Eddie Redmayne; mà cô đã được đề cử cho Quả cầu vàng đầu tiên của mình.  Năm 2013, Atwell đóng vai chính trong BBC Two chuyển thể từ tiểu thuyết gián điệp của William Boyd, Restless, trước khi đóng vai chính trong "Be Right Back", một tập trong loạt phim truyền hình khoa học viễn tưởng được giới phê bình của Charlie Brooker đánh giá cao, Black Mirror.  Atwell đã sớm chuyển đổi sang các vai diễn điện ảnh, với vai diễn chính đầu tiên của cô là trong bộ phim Cassandra's Dream năm 2007 của Woody Allen, đóng vai nữ diễn viên sân khấu Angela Stark. Năm 2008, cô xuất hiện trong bộ phim Nữ công tước,đã mang về cho cô một đề cử Nữ diễn viên phụ xuất sắc nhất tại Giải thưởng Phim độc lập của Anh. Cuối năm đó, Atwell xuất hiện trong bộ phim Miramax Brideshead Revisited. 
Atwell đóng vai Đặc vụ Peggy Carter trong bộ phim siêu anh hùng Mỹ năm 2011 Captain America: The First Avenger. NextMovie.com của MTV Networks đã đặt cô ấy là một trong những "Ngôi sao đột phá đáng xem trong năm 2011". Atwell lồng tiếng cho Carter trong trò chơi điện tử năm 2011 Captain America: Super Soldier. 
Sau một thời gian ngắn rời rạp chiếu, Atwell đóng vai chính trong bộ phim The Faith Machine của Alexi Kaye Campbell sản xuất năm 2011, do Jamie Lloyd đạo diễn tại Nhà hát Royal Court. Năm 2013, Atwell lại hợp tác với Alexi Kaye Campbell và Jamie Lloyd trong sự hồi sinh của The Pride tại Trafalgar Studios; màn trình diễn của cô đã mang lại cho cô đề cử Giải thưởng Olivier thứ hai cho Nữ diễn viên chính xuất sắc nhất. Cô diễn lại vai Carter trong phim ngắn năm 2013 Agent Carter.

### 2014 - nay: Công việc và sự công nhận tiếp theo

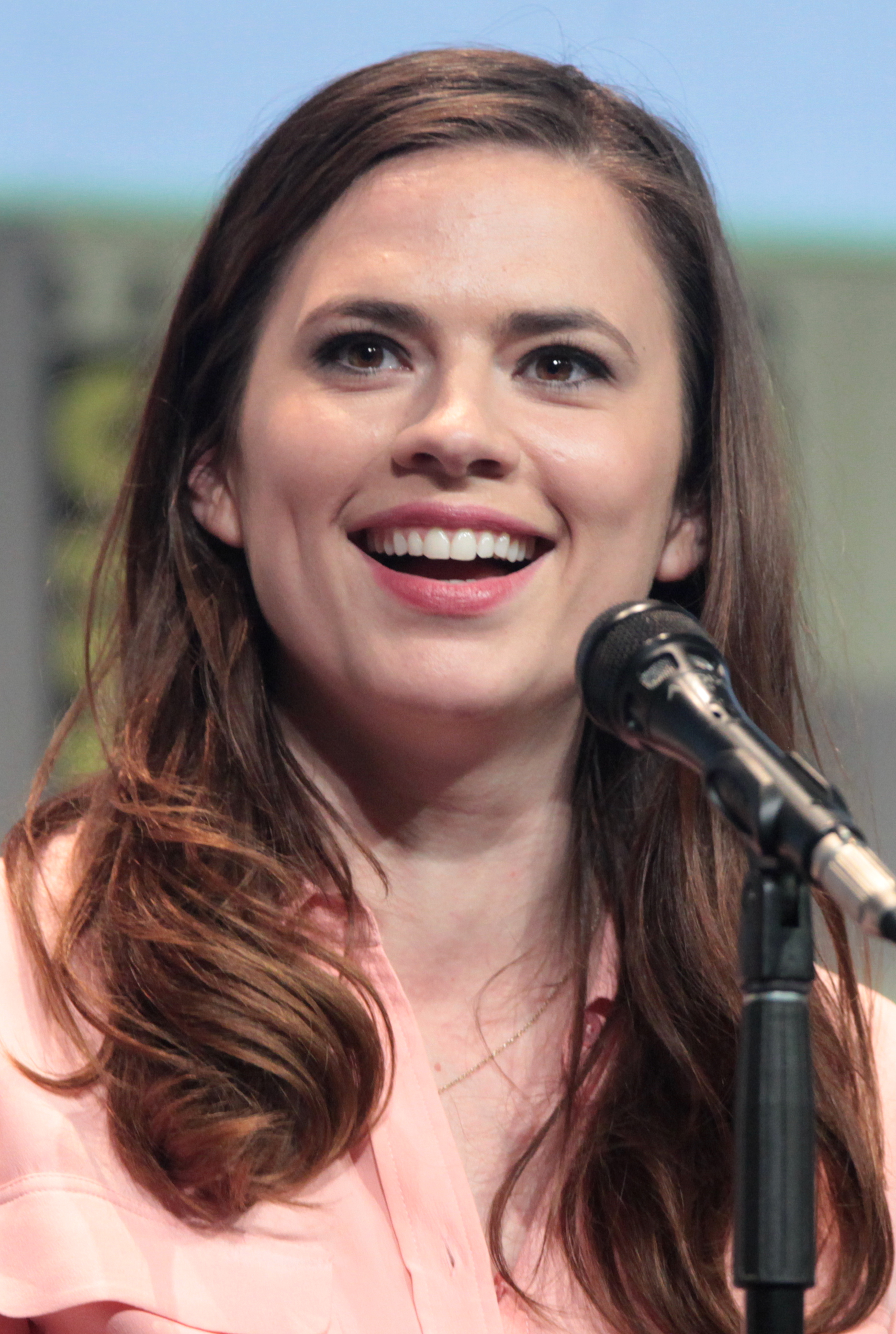
Hayley Atwell tại San Diego Comic-Con năm 2015.

Hayley trở lại Marvel cho bộ phim năm 2014 Captain America: The Winter Soldier, và trong các bộ phim năm 2015 Avengers: Age of Ultron và Ant-Man. Với vai Carter, cô xuất hiện trong hai tập của chương trình truyền hình ABC Agents of SHIELD và với vai chính trong Marvel's Agent Carter, được phát sóng từ năm 2015 đến năm 2016. Agent Carter đã bị ABC hủy bỏ vào ngày 12 tháng 5 năm 2016. Cô cũng lồng tiếng cho Carter trong Lego Marvel's Avengers và Avengers: Secret Wars. Năm 2015, Atwell đóng vai mẹ của Cinderella trong bộ phim live action chuyển thể Cinderella của Disney do Kenneth Branagh đạo diễn.
Vào tháng 2 năm 2016, Atwell được chọn tham gia bộ phim truyền hình ABC Conviction. Bộ phim được phát sóng 13 tập từ tháng 10 năm 2016 đến tháng 1 năm 2017; vào tháng 5 năm 2017, ABC thông báo nó đã bị hủy bỏ.  Atwell đóng vai Margaret Schlegel trong miniseries 2017 - 2018 của BBC One, Howards End, dựa trên tiểu thuyết cổ điển EM Forster và được chuyển thể bởi nhà viết kịch Kenneth Lonergan. Năm 2018, cô đóng vai Evelyn Robin, vợ của nhân vật tiêu biểu trong bộ phim hành động sống còn Winnie-the-Pooh của Disney do Marc Forster đạo diễnvà đóng chung với Ewan McGregor. 
Atwell trở lại sân khấu vào năm 2018 trong bộ phim Dry Powder tại Nhà hát Hampstead và sau đó xuất hiện trong vở kịch Đo lường của Josie Rourke tại Donmar Warehouse, đối diện Jack Lowden.  Việc sản xuất đã nhận được sự hoan nghênh của giới phê bình, với tờ The Daily Telegraph nói thêm rằng nó "được dàn dựng đẹp mắt và trình diễn chuyên nghiệp".  Do sự tiếp nhận tích cực, vở kịch đã được kéo dài.
Năm 2019, Atwell đóng vai chính cùng Tamara Lawrance trong bộ phim chuyển thể 3 phần của BBC từ tiểu thuyết The Long Song của Andrea Levy, kể về một nô lệ trên đồn điền đường ở Jamaica thế kỷ 19. Cô cũng đóng lại vai Peggy Carter trong Avengers: Endgame. Vào tháng 9 năm 2019, có thông báo rằng Atwell sẽ đóng vai chính trong Mission: Impossible 7 và Mission: Impossible 8, cả hai đều do Christopher McQuarrie đạo diễn và dự kiến ra rạp tại Hoa Kỳ vào ngày 19 tháng 11 năm 2021 và lần lượt vào ngày 4 tháng 11 năm 2022. Vào năm 2021, các đánh giá sớm cho Peter Rabbit 2: The Runaway tiết lộ Atwell là một phần của dàn diễn viên lồng tiếng cho phim với vai chú mèo Mittens.

## Trên các phương tiện truyền thông
Được The Guardian mô tả là "nữ hoàng phim truyền hình dài kỳ", Atwell được các đạo diễn ca ngợi vì "tấm gương chuyên nghiệp mà cô ấy nêu ra" và công việc của cô trong các bộ phim truyền hình dài tập và chương trình truyền hình. Atwell đã nhận được Giải thưởng Ian Charleson cho công việc của cô ấy trong Major Barbara (2009), và đã nhận được ba đề cử Giải Laurence Olivier, đầu tiên cho tác phẩm của cô ấy trong A View from the Bridge (2009), sau đó là năm 2011 cho cô ấy làm việc trong sự hồi sinh của The Pride, và một lần nữa vào năm 2020 với vai diễn Rebecca West ở Rosmersholm. Atwell cũng được đề cử choGiải thưởng WhatsOnStage cho vai diễn trong The Pride.

## Đời tư
Năm 2010, Atwell sống trong một căn hộ ở London. Năm 2015, cô chuyển đến Los Angeles để gần với việc sản xuất Agnet Carter, mặc dù cô vẫn giữ cơ sở cá nhân của mình ở London. Trong quá trình quay Captain America: The First Avenger vào năm 2010, Atwell đã tham gia một khóa học ba tháng về lịch sử nghệ thuật và haiku tại Đại học Mở. 
Vào tháng 10 năm 2017, vào thời điểm xảy ra các cáo buộc chống lại Harvey Weinstein, một câu chuyện nổi lên rằng, trong quá trình quay Brideshead Revisited vào năm 2007, Weinstein đã nói với Atwell rằng cô trông giống như một "con lợn béo" trên màn ảnh và nên ăn ít hơn. Atwell sau đó kể lại trí nhớ của chính cô về các sự kiện, nói rằng một người nào đó không có liên hệ với Weinstein đã đề nghị cô giảm cân để trông giống một người hát rong hơn. Cô cũng nói rằng cô không tin rằng Weinstein là một kẻ nghiện tình dục mà là một kẻ săn mồi nên bị trừng phạt vì tội quấy rối phụ nữ. 
Trong một cuộc phỏng vấn năm 2015, Atwell đã thảo luận về việc vai trò Peggy Carter của cô ấy ảnh hưởng như thế nào đến một dòng tweet gần đây mà cô ấy đã gửi cho những người theo dõi trên Twitter của mình về việc hình ảnh của cô ấy được thay đổi kỹ thuật số trên trang bìa của một tạp chí Đức. Khi một người truy cập vào trang của cô ấy hỏi cô ấy, "Tại sao bạn lại xinh đẹp như vậy?", Cô ấy đã vặn lại, "Tại sao tôi lại được chụp ảnh như vậy?" Trong cuộc phỏng vấn, Atwell nói: "Điều quan trọng là các cô gái trẻ phải hiểu photoshop là gì. Tôi thực sự cảm thấy có một phần trách nhiệm nhất định khi đóng vai Peggy."

## Danh sách phim

### Điện ảnh
| Năm  | Tên phim                                    | Vai diễn                      | Ghi chú              |
| ---- | ------------------------------------------- | ----------------------------- | -------------------- |
| 2007 | Cassandra's Dream                           | Angela Stark                  |                      |
| 2007 | How About You                               | Ellie Harris                  |                      |
| 2008 | Brideshead Revisited                        | Julia Flyte                   |                      |
| 2008 | The Duchess                                 | Elizabeth "Bess" Foster       |                      |
| 2009 | Love Hate                                   | Hate                          | Phim ngắn            |
| 2010 | Tomato Soup                                 | Movie Star                    | Phim ngắn            |
| 2011 | Captain America: The First Avenger          | Peggy Carter                  | Vai chính            |
| 2012 | I, Anna                                     | Emmy                          |                      |
| 2012 | The Sweeney                                 | DC Nancy Lewis                |                      |
| 2013 | Jimi: All Is by My Side                     | Kathy Etchingham              |                      |
| 2013 | Marvel One-Shot: Agent Carter               | Peggy Carter                  | Phim ngắn, vai chính |
| 2014 | Captain America: The Winter Soldier         | Peggy Carter                  | Khách mời            |
| 2014 | Testament of Youth                          | Hope Milroy                   |                      |
| 2015 | Cinderella                                  | Mẹ của Lọ Lem                 |                      |
| 2015 | Avengers: Age of Ultron                     | Peggy Carter                  | Khách mời            |
| 2015 | Ant - Man                                   | Peggy Carter                  | Khách mời            |
| 2016 | The Complete Walk: Cymbeline                | Imogen                        | Phim ngắn            |
| 2018 | Christopher Robin                           | Evelyn                        | Đang sản xuất        |
| 2019 | Blinded by the Light                        | Ms. Clay                      |                      |
| 2019 | Avengers: Endgame                           | Peggy Carter                  | Khách mời            |
| 2021 | Peter Rabbit 2: The Runaway                 | Mittens (voice)               |                      |
| 2022 | Independent Miss Craigie                    | Narrator (voice)              | Documentary          |
| 2022 | Doctor Strange in the Multiverse of Madness | Peggy Carter / Captain Carter |                      |
| 2023 | Mission: Impossible 7                       | Grace                         |                      |

### Truyền hình
| Năm         | Tên phim                     | Vai diễn                              | Ghi chú                                  |
| ----------- | ---------------------------- | ------------------------------------- | ---------------------------------------- |
| 2005        | Whatever Love Means          | Sabrina Guinness                      | Television film                          |
| 2006        | Fear of Fanny                | Jane                                  | Television film                          |
| 2006        | The Ruby in the Smoke        | Rosa Garland                          | Television film                          |
| 2006        | The Line of Beauty           | Catherine "Cat" Fedden                | 3 episodes                               |
| 2007        | Mansfield Park               | Mary Crawford                         | Television film                          |
| 2007        | The Shadow in the North      | Rosa Garland                          | Television film                          |
| 2009        | The Prisoner                 | Lucy / 4-15                           | 5 episodes                               |
| 2010        | The Pillars of the Earth     | Aliena                                | 8 episodes                               |
| 2010        | Any Human Heart              | Freya Deverell                        | 4 episodes                               |
| 2012        | Falcón                       | Consuelo Jiménez                      | 4 episodes                               |
| 2012        | Playhouse Presents           | The Banker                            | Episode: "The Man"                       |
| 2012        | Restless                     | Eva Delectorskaya                     | 2 episodes                               |
| 2013        | Black Mirror                 | Martha                                | Episode: "Be Right Back"                 |
| 2013        | Life of Crime                | Denise Woods                          | 3 episodes                               |
| 2014        | Agents of S.H.I.E.L.D.       | Peggy Carter                          | 2 episodes                               |
| 2015 - 2016 | Agent Carter                 | Peggy Carter                          | Lead role; 18 episodes                   |
| 2016        | Lip Sync Battle              | Herself                               | Episode: "Clark Gregg vs. Hayley Atwell" |
| 2016 - 2017 | Conviction                   | Hayes Morrison                        | 13 episodes                              |
| 2016        | Return of the Spider Monkeys | Narrator                              | Documentary television film              |
| 2017 - 2019 | Avengers Assemble            | Peggy Carter (voice)                  | 2 episodes                               |
| 2017        | Howards End                  | Margaret Schlegel                     | Miniseries                               |
| 2018        | The Long Song                | Caroline Mortimer                     | Miniseries                               |
| 2018 - 2019 | 3Below: Tales of Arcadia     | Zadra (voice)                         | Main role; 17 episodes                   |
| 2019        | Criminal: UK                 | Stacey Doyle                          | Episode: "Stacey"                        |
| 2021        | What If...?                  | Peggy Carter / Captain Carter (voice) | 2 episodes                               |
| TBD         | Tomb Raider                  | Lara Croft (voice)                    | Main role; in development                |